# Reith bei Kitzbühel
Reith bei Kitzbühel település Ausztriában, Tirolban a Kitzbüheli járásban található. Területe 15,66 km², lakosainak száma 1 669 fő, népsűrűsége pedig 110 fő/km² (2014. január 1-jén). A település 762 méteres tengerszint feletti magasságban helyezkedik el.

## Fordítás
- Ez a szócikk részben vagy egészben  a   Reith bei Kitzbühel című angol Wikipédia-szócikk ezen változatának fordításán alapul.  Az eredeti cikk szerkesztőit annak laptörténete sorolja fel. Ez a jelzés csupán a megfogalmazás eredetét és a szerzői jogokat jelzi, nem szolgál a cikkben szereplő információk forrásmegjelöléseként.